# Hesitate
«Hesitate» —en español: «Dudaste» —es una canción de la banda estadounidense de hard rock, Stone Sour. Fue el tercer corte de difusión de su tercer álbum de estudio Audio Secrecy.
Alcanzó el puesto #21 en el Billboard Rock Songs y el puesto #34 en el Modern Rock Tracks

## Contenido
Dijo Corey acerca de “Hesitate”

Es una canción sobre una relación pasada en la que la mujer no se podía decidir nunca. Cuando dejas a una persona así, sabes que te va a partir en trozos, pero sin embargo, sabes que es lo mejor para vos. Es probablemente una de las mejores canciones que he escrito. La sección de cuerdas es fantástica. Algunos seguramente me criticarán por ‘Hesitate’, pero me da igual.

## Video musical
El videoclip para ‘Hesitate’ fue grabado el 20 de septiembre de 2010 en Los Ángeles, dirigido una vez más por Paul R. Brown, este mismo ha sido filtrado en YouTube y fue eliminado, ya que según Corey Taylor expresó que es una “primera versión” del video. Fue estrenado el 22 de diciembre de 2010.

## Listado de canciones
| CD, Single, Promo |                            |          |  |
| N.º               | Título                     | Duración |  |
| 1.                | «Hesitate» (Edit)          | 03:59    |  |
| 2.                | «Hesitate» (Álbum Versión) | 04:15    |  |